# Dálnice v Arménii

Arménská dopravní značka „dálnice“

Dálnice v Arménii (arménsky: ավտոմայրուղին, v latince: avtomayrughin), jejchž historie spadá ještě do sovětských časů, nejsou samostatnou kategorií komunikací a ani nemají vlastní číslování (podobně jako v sousední Gruzii). V praxi tak v podstatě neexistují. Jsou za ně považovány vesměs jen dílčí úseky tzv. dálkových silnic (sovětských „magistrál“), značených písmenem Մ – M („Մայրուղին“, přepis do latinky: „Mayrughin“) a příslušným číslem, které splňují tamní požadavky na dálnice (především svým uspořádáním s 2 × 2 jízdními pruhy a různě širokým středním dělicím pásem, výhradně mimoúrovňovými křižovatkami, připojovacími a odbočovacími pruhy, krajnicemi). Kromě toho jsou již i některé další úseky dálkových silnic zkapacitněny na dvouproudé uspořádání, byť uvedené požadavky na dálnici nesplňují.
Nejvyšší povolená rychlost na arménských dálnicích je pro osobní automobily 110 km/h. V současnosti (2021) mají arménské dálnice celkovou délku 119 km a nejsou zvlášť zpoplatněny. V Arménii však existuje určitá forma silničních poplatků, které jsou placeny na hraničních přechodech.

## Přehled dálničních úseků
Za dálnice lze považovat následující úseky dálkových silnic:

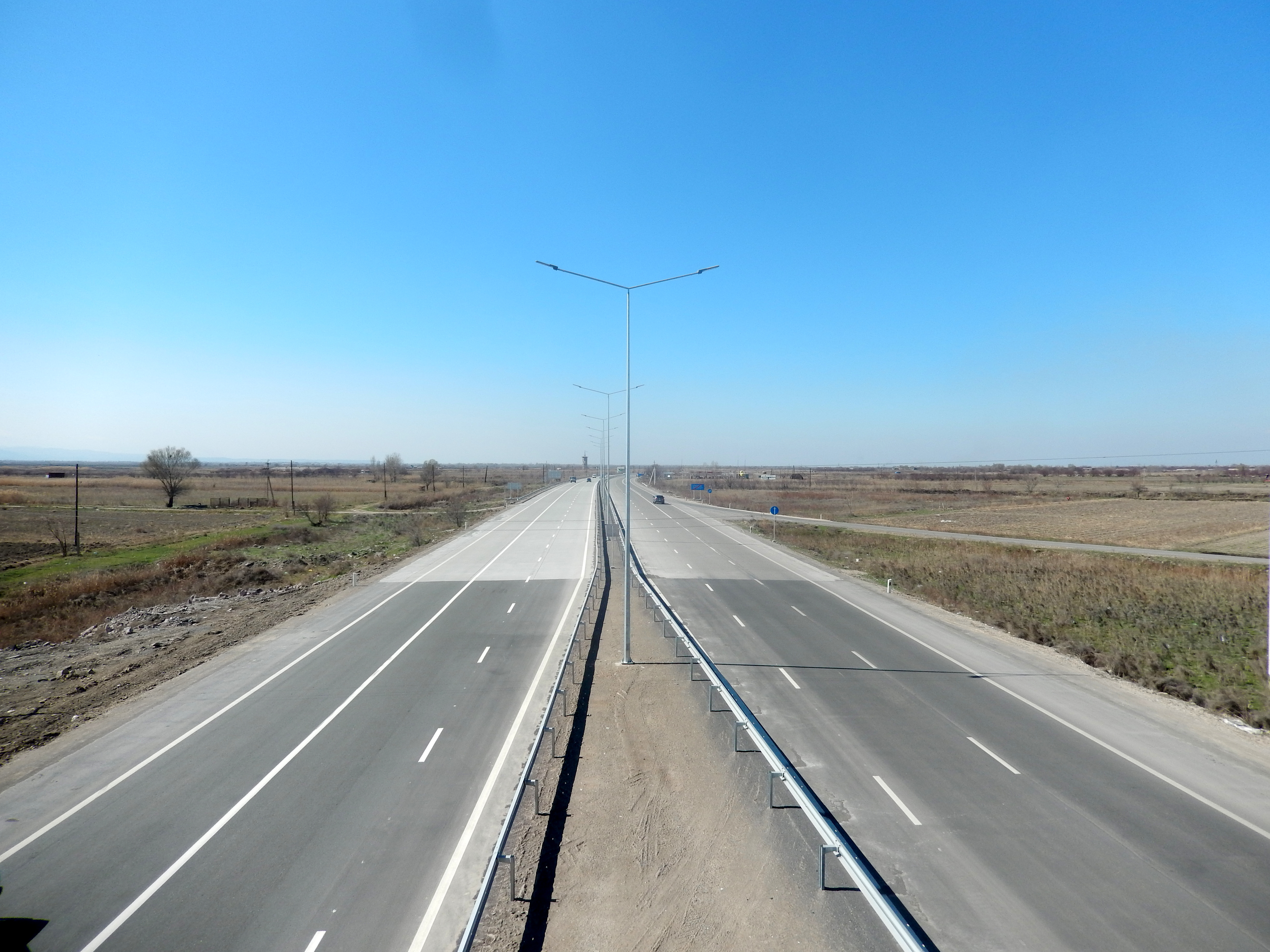
Dálnice M2

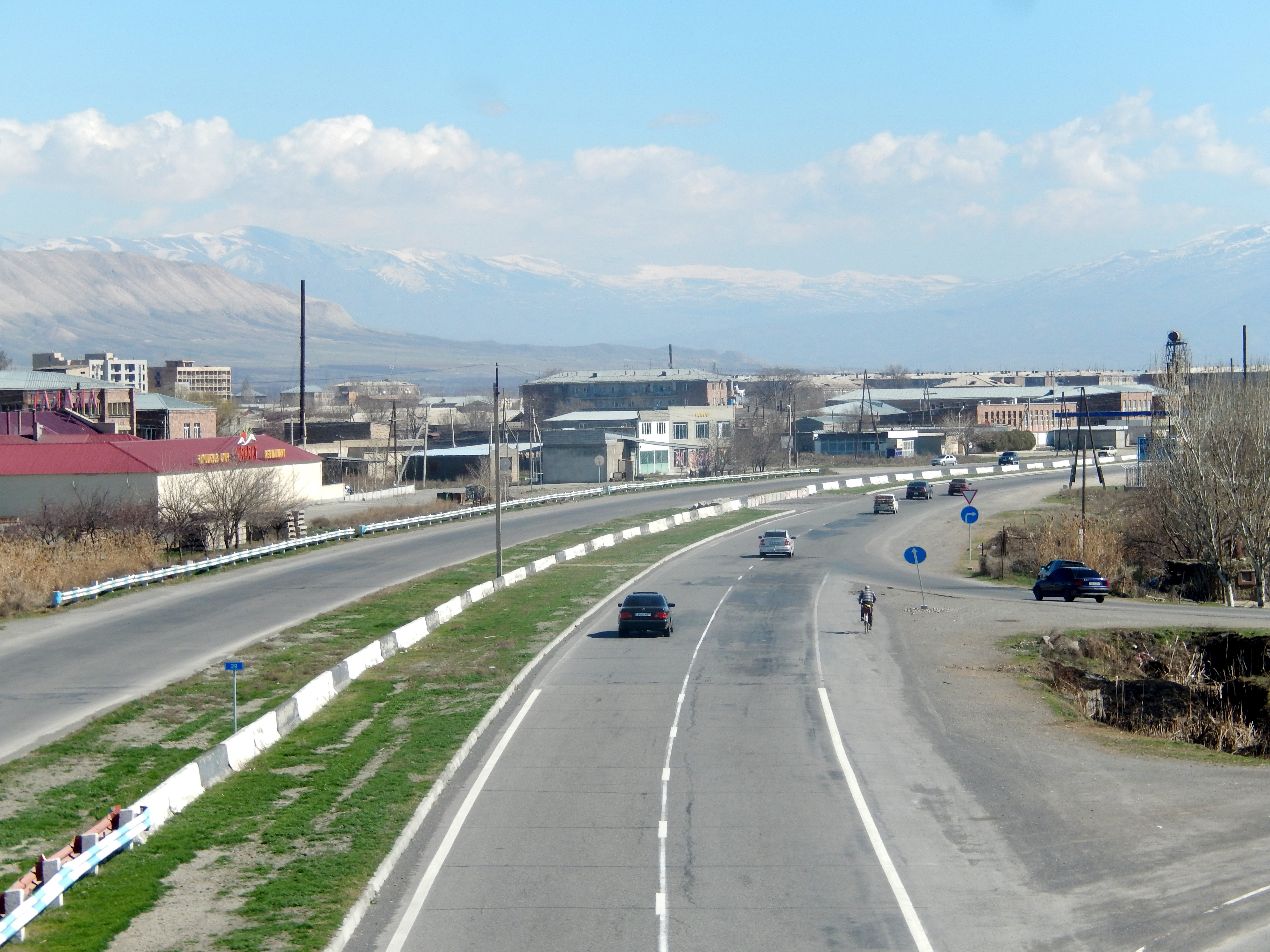
Dálnice M2

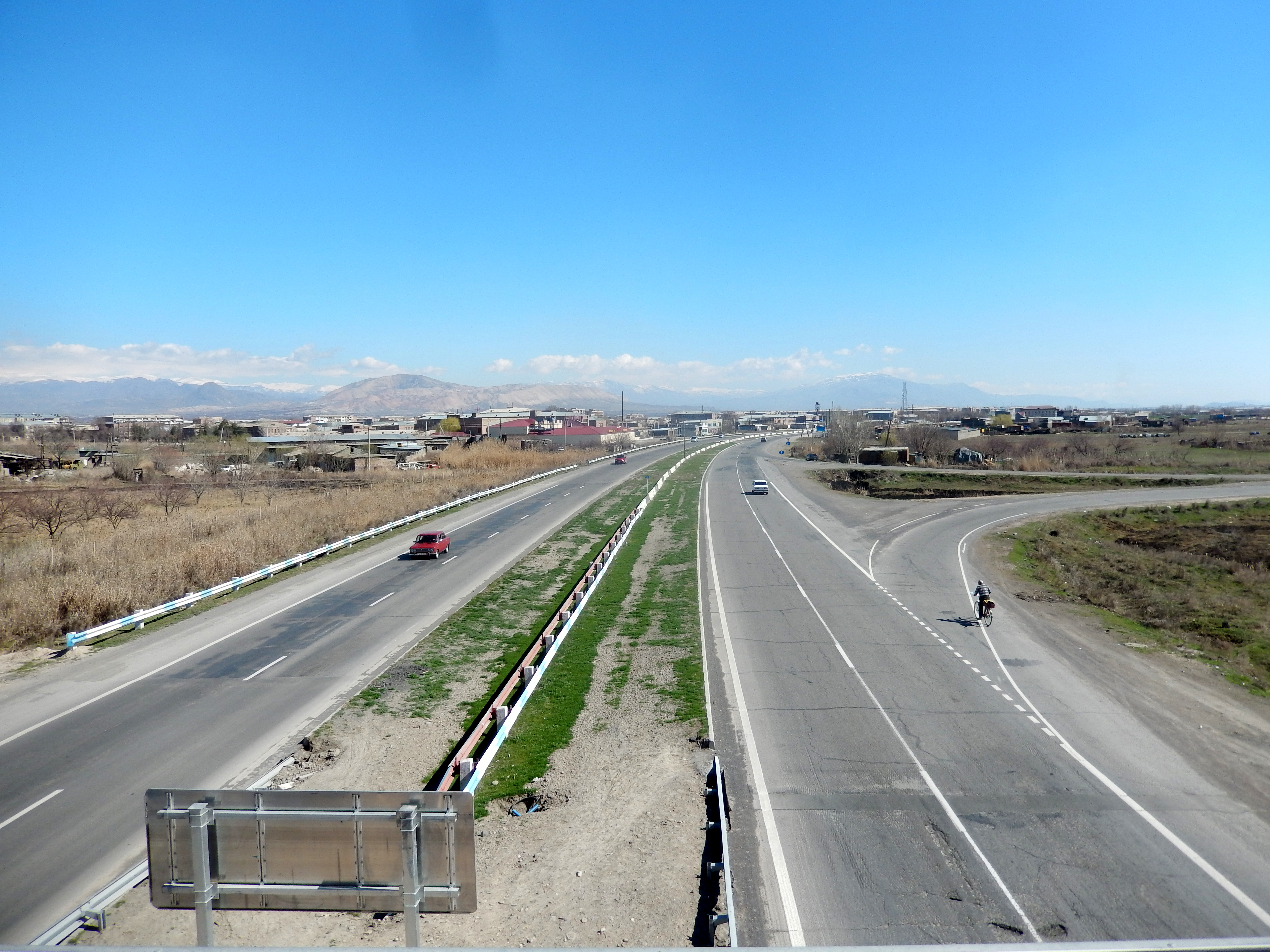
Dálnice M2

| Číslo | Evropská silnice | Trasa                             | Celková délka (km) |
| ----- | ---------------- | --------------------------------- | ------------------ |
| M1    |                  | Jerevan–Aštarak                   | 18                 |
| M2    |                  | Jerevan–Ararat                    | 37                 |
| M4    |                  | Jerevan–Sevan                     | 60                 |
| M5    |                  | obchvat Vagharšapatu (Ečmiadzinu) | 4                  |

### Výstavba nové dálniceGjumri–Ararat
V současnosti (2021) je realizován mezinárodně financovaný projekt nové 470 km dlouhé páteřní dálkové „Silnice sever-jih“ (arménsky: Հյուսիս-հարավ ճանապարհային միջանցքն, v latince Hyusis-harav chanaparhayin mijants’k’n), spojující gruzínské a íránské hranice přes hlavní město Jerevan, čímž se stávající trasa vedoucí velmi náročným horským terénem zkrátí o celých 100 km. Stavba je rozdělena do pěti stavebních dílů a po jejím dokončení by měla vzniknout nová rychlostní silnice v uspořádání 2 × 1 (s přípravou pro budoucí rozšíření na 2 × 2 jízdní pruhy). Půjde především o modernizaci úseku silnice M1 Bavra (hranice s Gruzií) – Gjumri podle mezinárodních standardů, úsek v trase Gjumri – západní tangenta Jerevanu–Ararat bude již vystavěn jako dálnice (v uspořádání 2 × 2 se středním dělicím pásem). Z Araratu bude následovat výstavba zcela nové silnice až k íránským hranicím v Agaraku, vč. nového mostu přes hraniční řeku Araks.

## Úseky dálkových silnic v uspořádání 2 × 2

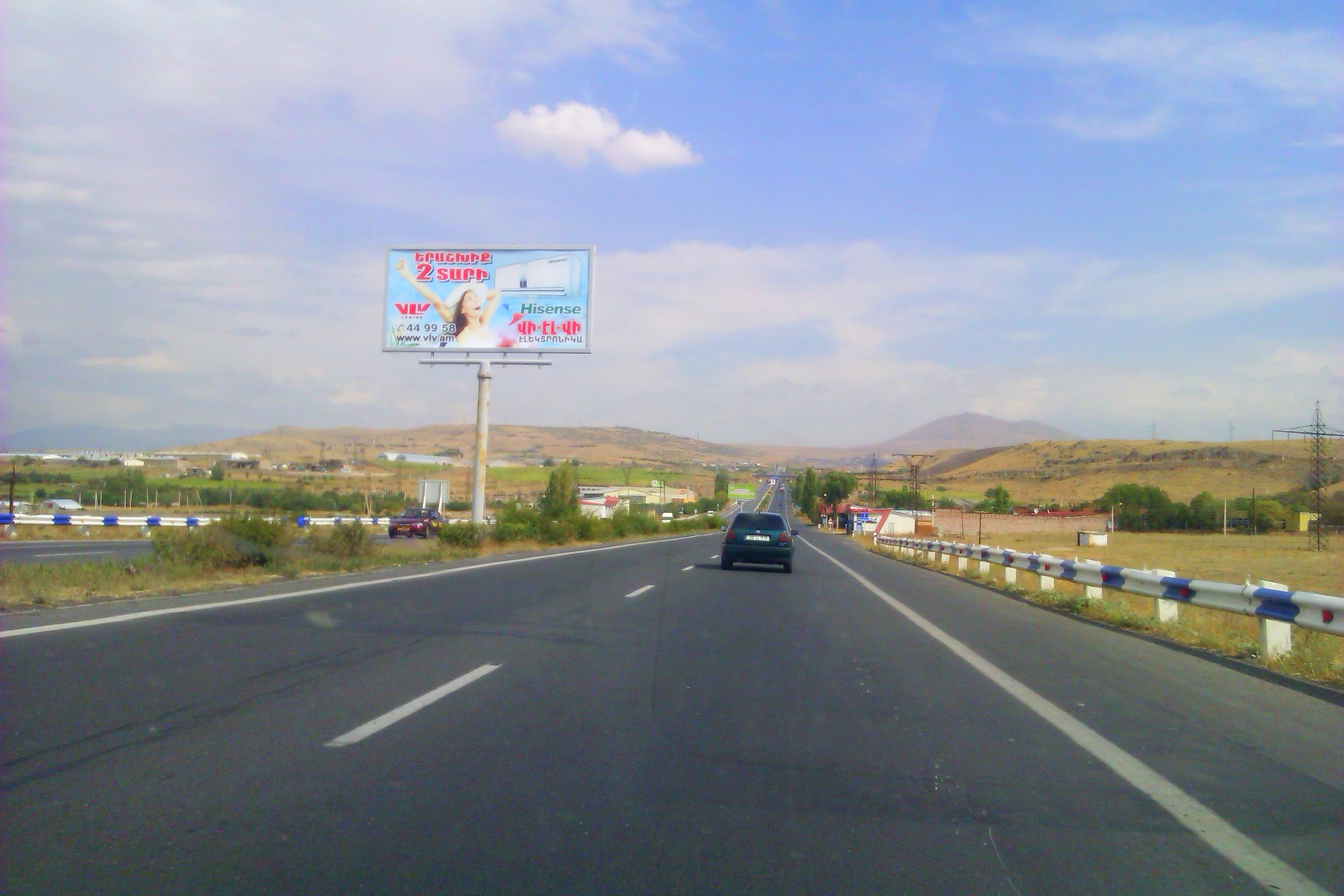
Dálnice M3

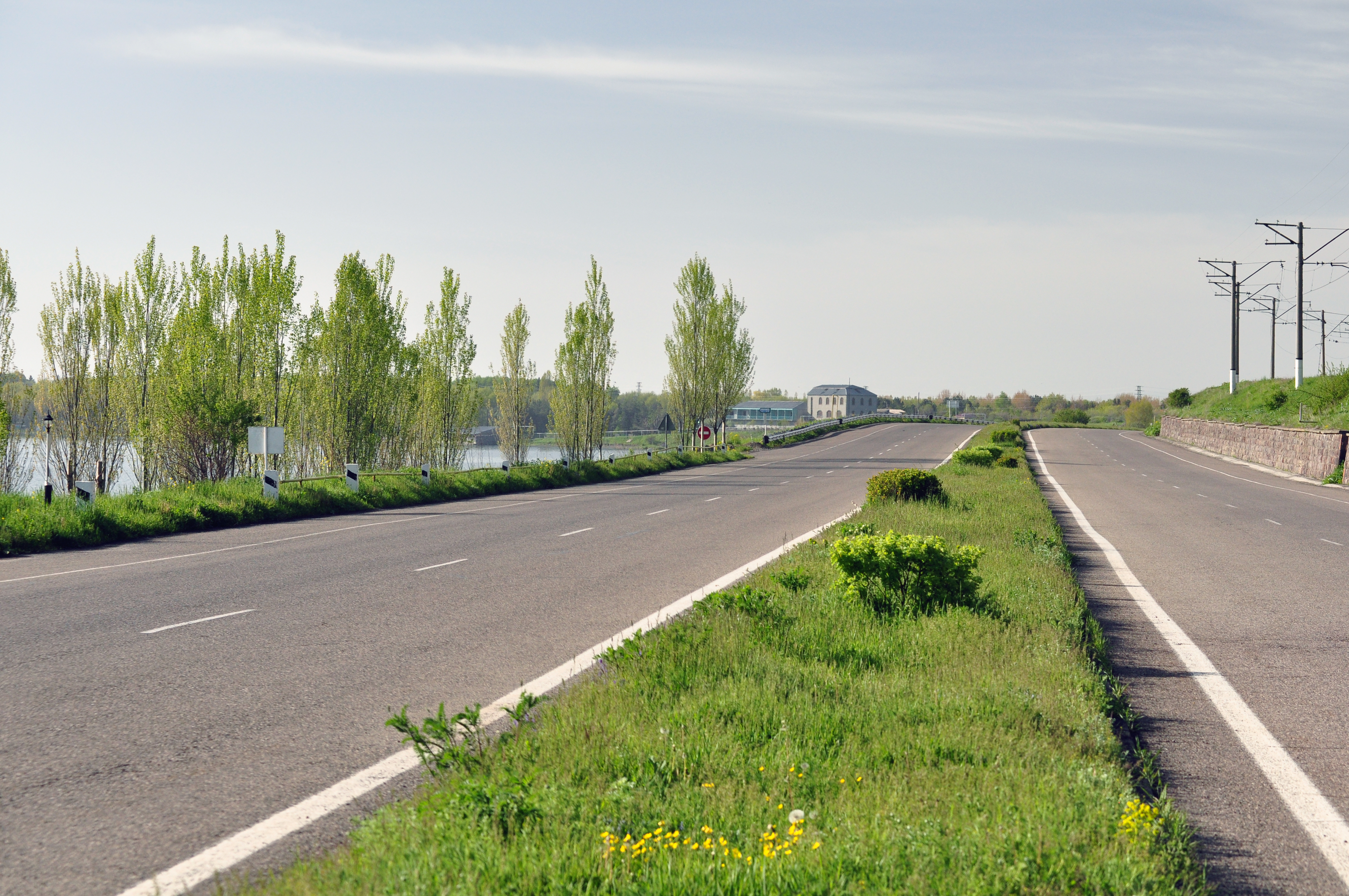
Dálnice M4

Kromě shora uvedených úseků jsou v Arménii další dvouproudé (čtyř- a vícepruhové) úseky se středovým dělicím pásem, které ovšem ze stavebnětechnického a bezpečnostního hlediska nevyhovují požadavkům pro dálnice. Celkem má tedy Arménie (vč. úseků z předchozí tabulky) následující dvouproudé komunikace:
| Číslo | Evropská silnice | Trasa              | Celková délka (km) |
| ----- | ---------------- | ------------------ | ------------------ |
| M1    |                  | Jerevan–Aštarak    | 26                 |
| M2    |                  | Jerevan–Ararat     | 50                 |
| M4    |                  | Jerevan–Tsovagyugh | 72                 |
| M5    |                  | Jerevan–Armavir    | 44                 |

## Seznam všech dálkových silnic
Dálkové silnice dosahují celkové délky 1538 km a tvoří páteřní síť arménských silnic.
| Číslo                     | Trasa | Celková délka (km) |
| ------------------------- | --- | ------------------ |
| M1 Road signs of Armenia  | Jerevan – Gjumri – Bavra – st. hranice / (Gruzie) – silnice )                                                                               | 167                |
| M2 Road signs of Armenia  | Jerevan – Artašat – Goris – Ararak – st. hranice / (Írán) – silnice )                                                                       | 373                |
| M3 Road signs of Armenia  | (Turecko – hranice uzavřena z polit. důvodů) / st. hranice – Margara – Vagharšapat – Aštarak – Dzoramut – st. hranice / (Gruzie – silnice ) | 184                |
| M4 Road signs of Armenia  | Jerevan – Sevan – Ijevan – st. hranice / Ázerbájdžán – hranice uzavřena z polit. důvodů)                                                    | 146                |
| M5 Road signs of Armenia  | Jerevan – Vaghašapat – Armavir – st. hranice / (Turecko) – hranice uzavřena z polit. důvodů)                                                | 82                 |
| M6 Road signs of Armenia  | Vanadzor – Alaverdi – st. hranice / (Gruzie silnice )                                                                                       | 97                 |
| M7 Road signs of Armenia  | Lernantsk – Gjurmi – Akhurik – st. hranice / (Turecko) – hranice uzavřena z polit. důvodů)                                                  | 57                 |
| M8 Road signs of Armenia  | Vanadzor–Dilidžan | 37                 |
| M9 Road signs of Armenia  | Talin–Karakert | 43                 |
| M10 Road signs of Armenia | Sevan–Martuni–Getap | 120                |
| M11 Road signs of Armenia | Vaghashen – Sotk – st. hranice / Ázerbájdžán (hranice uzavřena z polit. důvodů)                                                             | 62                 |
| M12 Road signs of Armenia | Goris – Tegh – st. hranice / Ázerbájdžán (hranice kontrolována ruskými mírovými silami na lačinském pozemním koridoru do Arcachu)           | 25                 |
| M13 Road signs of Armenia | Angeghakot – Shaghat – st. hranice / Ázerbájdžán (hranice uzavřena z polit. důvodů)                                                         | 20                 |
| M14 Road signs of Armenia | Tsovagyugh–Vardenis | 96                 |
| M15 Road signs of Armenia | obchvat Jerevanu | 29                 |